# Raymonde Gagné
Pour les articles homonymes, voir Gagné.
Raymonde Gagné, née le 7 janvier 1956 à Saint-Pierre-Jolys, est une enseignante, rectrice d'université et femme politique canadienne franco-manitobaine.
Elle est la présidente du Sénat du Canada depuis le 12 mai 2023, succédant à George Furey.

## Biographie
Née le 7 janvier 1956 à Saint-Pierre-Jolys, Raymonde Gagné est sénatrice du Manitoba depuis le 1er avril 2016, annoncée par le premier ministre Justin Trudeau le 18 mars 2016.
Elle travaille dans le domaine de l'éducation pendant plus de 35 ans. Elle est notamment rectrice de l'Université de Saint-Boniface (USB) de 2003 à 2014. La première femme à occuper ce poste dans ses 190 ans d'histoire. Durant cette période, elle dirige les démarches pour faire de cet établissement, qui avait le statut de collège, une université. Elle mène également une campagne de financement – la plus importante de l'histoire de l'établissement – pour construire un nouveau bâtiment des sciences de la santé, le pavillon Marcel-A.-Desautels, pour étendre les capacités en recherche et pour bonifier le programme de bourses.
En 2014, Raymonde Gagné est nommée membre de l'Ordre du Manitoba ainsi que membre de l'Ordre du Canada pour ses services en éducation et en services sociaux. Elle détient aussi la Médaille du jubilé de diamant de la reine Élisabeth II en 2012 ainsi que le Prix Riel en 2015 pour ses contributions dans le domaine du développement communautaire au Manitoba français.
Le 12 mai 2023, elle est nommée présidente du sénat par la gouverneure générale du Canada Mary Simon sur l'avis du premier ministre Justin Trudeau.

## Son engagement politique
La sénatrice Gagné est membre actuelle des comité(s) du Sénat suivant(s) :
- agriculture et forêts
- langues officielles
- modernisation du Sénat (spécial)